# Jerzy Głowacki
Jerzy Władysław Głowacki (ur. 26 czerwca 1950 w Kaliszu, zm. 11 stycznia 2022 w Albuquerque) – polski kolarz torowy, olimpijczyk z Monachium 1972.

## Życiorys
Specjalizował się w wyścigu na 4 km (wyścig na dochodzenie) zarówno indywidualnie jak i drużynowo oraz w wyścigu parami. Reprezentował kluby Włókniarz Kalisz oraz Orzeł Łódź (w latach służby wojskowej 1971-1972). 
Wielokrotny medalista mistrzostw Polski:
- złoty
  - w wyścigu indywidualnym na 4 km w roku 1971,
  - w wyścigu drużynowym na 4 km w latach 1971, 1975,
  - w wyścigu parami w latach 1971 (w parze z Bernardem Kręczyńskim), 1976 (w parze z bratem Tadeuszem),
- srebrny
  - w wyścigu parami w roku 1972
  - w wyścigu drużynowym na 100 km na szosie w roku 1976
- brązowy 
  - w wyścigu indywidualnym na 4 km w latach 1970, 1972-1973,
  - w wyścigu na 50 km (długim) w latach 1970, 1973,
  - w wyścigu parami w roku 1977.

Uczestnik mistrzostw świata w kolarstwie torowym w wyścigu na 4 km na dochodzenie indywidualnie w roku 1971 gdzie zajął 4. miejsce. Członek drużyny w wyścigu na 4 km na dochodzenie podczas mistrzostw świata w roku 1970 - 5. miejsce, 1971 - miejsca 5.-8.
Na igrzyskach olimpijskich w 1972 roku w Monachium wystartował w wyścigu drużynowym na 4 km na dochodzenie. Drużynę tworzyli: Paweł Kaczorowski, Janusz Kierzkowski, Bernard Kręczyński, Mieczysław Nowicki. Polska drużyna zajęła 4. miejsce. Jerzy Głowacki startował w eliminacjach.
W rankingu sporządzonym z okazji 100-lecia polskiego kolarstwa (1986) zajął 19. miejsce wśród kolarzy torowych.
Mieszkał w Albuquerque.